# 病院船〜ずっと君のそばに〜
病院船〜ずっと君のそばに〜（びょういんせん〜ずっときみのそばに〜、原題「病院船」）は、2017年8月30日から11月2日まで韓国・MBCの水木ミニシリーズで放送されたテレビ作品。
韓国を代表する人気女優のハ・ジウォンと人気ロックバンド「CNBLUE」のメンバーのカン・ミンヒョクのW主演で、恋愛経験ゼロの女性が、年下男子の船上を紡ぐラブストーリーの医療ドラマで、慶尚南道巨済市のオールロケ。
ハ・ジウォンは「2017 MBC演技大賞」の最優秀演技賞のミニシリーズ部門を受賞。
日本では2019年12月10日から2020年1月17日までテレビ東京「韓流プレミア」で放送。2022年にはこれを51話（1話30分）に再編した内容を、東京MXと、サンテレビジョンで放送されている。

## キャスト

### 主要人物
- ソン・ウンジェ：ハ・ジウォン[8]

ソウルの大学病院から病院船にやってきた外科医。
人付き合いが苦手で、恋愛経験ゼロ。母を助けられなかったことを責め続けている。
- クァク・ヒョン：カン・ミンヒョク

誰もが敬遠する病院船に自ら志願し乗船した、患者から慕われる内科医。
優しい笑顔を見せる裏で、あるトラウマを抱えている。

### 病院船「巨済505号」クルー
- ユ・アリム：ミナ（2017年当時は音楽グループ「AOA」のメンバー）

恋多き新米看護師。ドジだが、ウンジェに憧れ、一流の看護師を目指す。
- チャ・ジュニョン：キム・インシク (俳優)（朝鮮語版）[9]

病院船勤務を命じられ、嫌々ながら乗船した軍医で歯科医。楽天家。
- キム・ジェゴル：イ・ソウォン（英語版）

軍医で、韓方医。
- パン・ソンウ：イ・ハヌィ

病院船の船長。
- チュ・ウォンゴン：キム・グァンギ（朝鮮語版）

病院船の事務長。
- ピョ・ゴウン：チョン・ギョンスン

看護師。

### その他
- オ・ヘジョン：チャ・ファヨン（英語版）

ウンジェの母。
- オ・ミジョン：キム・ソニョン

ウンジェの叔母。
- キム・ドフン：チョン・ノミン

ウンジェの上司。ソウルデハン病院教授。
- キム・スグォン：チョン・ウォンジュン

ジェゴルの父。巨済第一病院院長。
- クァク・ソン：チョン・インギ

ヒョンの父。元医師。
- チェ・ヨンウン：ワン・ジウォン（英語版）

ヒョンの元恋人。ソンジュをライバル視。画家。